# Dubovec
Dubovec är en ort i Kroatien.   Den ligger i länet Krapina-Zagorjes län, i den norra delen av landet, 23 km norr om huvudstaden Zagreb. Dubovec ligger 194 meter över havet och antalet invånare är 325.
Terrängen runt Dubovec är platt åt nordväst, men åt sydost är den kuperad. Runt Dubovec är det ganska glesbefolkat, med 42 invånare per kvadratkilometer. Närmaste större samhälle är Sveti Ivan Zelina, 19,8 km öster om Dubovec. Omgivningarna runt Dubovec är en mosaik av jordbruksmark och naturlig växtlighet.